# IC 5213
IC 5213 ist eine Spiralgalaxie vom Hubble-Typ Sc im Sternbild Tukan am Südsternhimmel. Sie ist schätzungsweise 553 Millionen Lichtjahre von der Milchstraße entfernt und hat einen Durchmesser von etwa 100.000 Lichtjahren.
Im selben Himmelsareal befinden sich u. a. die Galaxien NGC 7278, IC 5205, IC 5207 und IC 5218. 
Das Objekt wurde am 16. Juli 1904 vom US-amerikanischen Astronomen Royal Harwood Frost entdeckt.